# Johannes Randegger

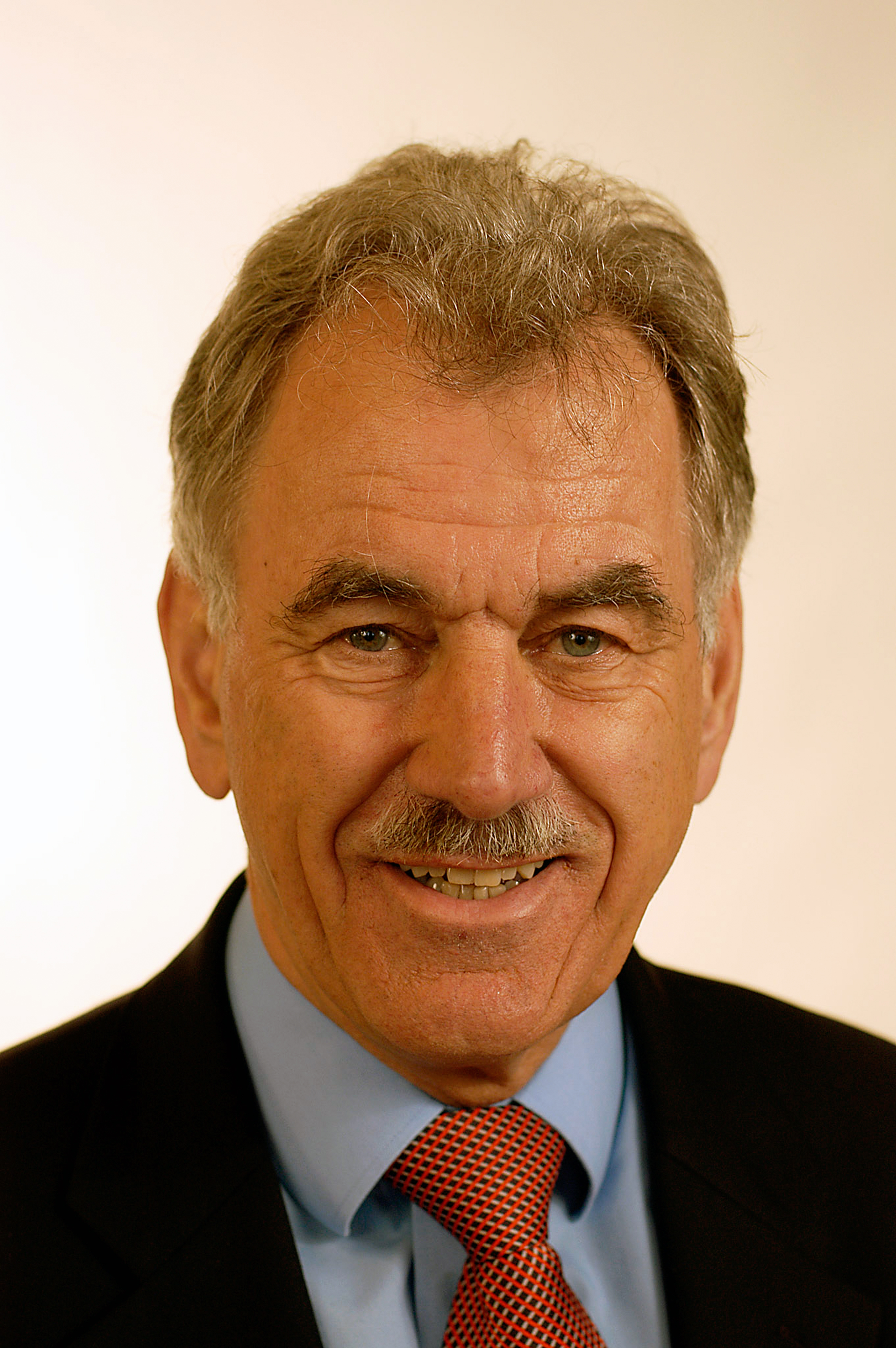
Johannes Randegger

Johannes Randegger (* 22. März 1941 in Davos, heimatberechtigt in Ossingen) ist ein ehemaliger Direktor eines Konzerns und ein Schweizer Politiker (FDP).

## Leben und berufliche Laufbahn
Randegger wuchs in sehr einfachen Verhältnissen auf, der Vater war Gärtner, die Mutter Wäscherin. Er war als Jugendlicher sportlich immer sehr aktiv, u. a. als Junior beim HCD. Lehre als Laborant bei Ciba. Danach Ablegen der Matura und Absolvierung eines Chemiestudium als Werkstudent. Als Diplomchemiker für den Sicherheitsdienst der mittlerweile fusionierten Ciba-Geigy tätig, daneben verfasste Randegger seine Doktorarbeit und es erfolgte 1976 die Promotion. Danach dreijähriger US-Aufenthalt und Berufsarbeit bei dortigen Ciba-Geigy-Werken. Mitte der 1980er Jahre zog Johannes R. Randegger mit seiner Familie nach Manchester, wo er als Werkleiter die Verantwortung für eine Fabrik für Farbstoffe übernehmen konnte. 1988 Rückkehr als Werkleiter der Ciba-Geigy nach Basel. Dort engagierte er sich stark (mit Unterstützung des damaligen Konzernleiters Alex Krauer) für eine umweltgerechte Chemie, mehr Transparenz und den Dialog mit der Bevölkerung. Auf die Ernennung zum Vizedirektor (1986) folgte die Ernennung zum stellvertretenden Direktor (1989) und schliesslich zum ordentlichen Direktor (1991). Sein Verhandlungsgeschick war wesentlich entscheidend für die Erstellung eines neuen regionalen Sondermüllofens.
Seit Nov. 2001 ist er pensioniert, nimmt aber zahlreiche Aufgaben im Bereich der Freiwilligenarbeit wahr. Er prägte den Ausbildungsverbund ‚aprentas‘ bis zu seinem Ausscheiden im Jahr 2005 wesentlich mit.
Er ist in zweiter Ehe verheiratet, ist Vater von vier Kindern und war Oberstleutnant der Schweizer Armee.

## Politik
Bei den Schweizer Parlamentswahlen 1995 wurde er in den Nationalrat gewählt und schied am 8. Dezember 2006 wieder aus dem Amt aus. Randegger war in der Kommission für Wissenschaft, Bildung und Kultur NR und der Delegation beim Europarat.